# La Croix-sur-Roudoule
La Croix-sur-Roudoule (Croce sul Rodola in italiano, desueto) è un comune francese di 85 abitanti situato nel dipartimento delle Alpi Marittime della regione della Provenza-Alpi-Costa Azzurra.

## Società

### Evoluzione demografica
Abitanti censiti